# Gare de Varennes-sur-Loire
La gare de Varennes-sur-Loire est une ancienne gare ferroviaire française de la ligne de Tours à Saint-Nazaire, située sur le territoire de la commune de Varennes-sur-Loire, dans le département de Maine-et-Loire, en région Pays de la Loire.
Elle est mise en service en 1848 par la Compagnie du chemin de fer de Tours à Nantes et a perdu aujourd'hui toute desserte.

## Situation ferroviaire
Établie à 28 mètres d'altitude, la gare de Varenne-sur-Loire est située au point kilométrique (PK) 289,702 de la ligne de Tours à Saint-Nazaire entre les gares, ouvertes aux voyageurs, de Port-Boulet et de Saumur.

## Histoire
Ouverte en 1848 par la Compagnie du chemin de fer de Tours à Nantes, la gare est fermée à toute desserte depuis les années 2010.

## Patrimoine ferroviaire
Le bâtiment voyageurs, qui daterait de 1846, a été revendu à un particulier. Il est classé à l'inventaire des monuments historiques par arrêté du 28 décembre 1984.
Construit en 1848, il est pratiquement identique à celui de la gare de Langeais. Il s'agit d'un édifice de style néoclassique comportant un corps central à étage encadré par deux ailes basses symétriques. Il n'exerce plus la fonction de gare et a été restauré. Les seules différences importantes avec la gare de Langeais reposent dans la plus grande hauteur de l'étage et des combles à Varennes-sur-Loire ainsi que les ailes, qui sont plus courtes à Varennes.
L'abri de quai d'origine existe toujours, ainsi que les petits bâtiments des toilettes et de la lampisterie. La halle à marchandises, de style néoclassique, a été démolie dans les années 1960.
L'association "J'aime Varennes" prévoit d'acquérir l'abri de quai des voyageurs et de transformer le bâtiment en local associatif.

## Cinéma
Dans une scène du film La Cage aux rossignols, tourné dans les Studios des Buttes-Chaumont puis à Varennes et l‘abbaye de Fontevraud en 1944, on peut voir le comédien Noël-Noël entrer dans la gare en courant avant que le tournage du film soit interrompu par l'offensive américaine qui a suivi le débarquement du 6 juin 1944.